# Acontiola cryptochrysea
Acontiola cryptochrysea is een vlinder van de familie van de uilen (Noctuidae). De wetenschappelijke naam van deze soort werd voor het eerst voorgesteld als Metachrostis cryptochrysea door George Francis Hampson in een publicatie uit 1902.
De soort komt voor in Mozambique, Zuid-Afrika en Madagaskar.